# Longpré-les-Corps-Saints
Longpré-les-Corps-Saints é uma comuna francesa na região administrativa de Altos da França, no departamento de Somme. Estende-se por uma área de 8,06 km². Em 2010 a comuna tinha 1 652 habitantes (densidade: 205 hab./km²).